# Canadees goud
Canadees goud (Frans:L’Or du Québec) is het 26e deel van de Belgische stripreeks de Blauwbloezen. Het werd voor het eerst uitgegeven in 1987 door uitgeverij Dupuis. De scenarist van deze strip is Raoul Cauvin en de tekenaar is Willy Lambil.

## Verhaallijn
Het begint allemaal met een oude man, Leo genaamd, die zijn erfenis wil schenken aan de zuidelijken in de Amerikaanse burgeroorlog. Maar de noordelijken willen die erfenis natuurlijk ook, want ze vrezen dat de oorlog nog tien jaar kan duren als de schat in handen van de zuidelijken valt. Om dit te vermijden worden sergeant Cornelius Chesterfield en korporaal Blutch naar Canada gestuurd in de buurt van Quebec. De zuidelijken zijn dan reeds daar. In Quebec vinden ze een woudloper die hen naar Leo wil leiden, die namelijk zijn vader is. Als ze bij de hut van Leo komen zijn de zuidelijken daar op hetzelfde ogenblik. De noordelijken en de zuidelijken betwisten elkaar de schat, maar nadat Leo is overleden merken ze dat de schat zeer weinig inhoudt. Met hulp van de Indianen weten ze terug in Quebec te komen van waaruit ze naar hun linies teruggaan.

## Personages
- Blutch
- Cornelius Chesterfield
- Katvis: komt vertellen over de schat en leidt Blutch en Chesterfield naar Quebec.
- Raynald: leidt de noordelijken, zijn vader is Leo en hij is een broer van Francis.
- Francis: leidt de zuidelijken, zijn vader is Leo en hij is een broer van Raynald.
- Abbott: van de twee zuidelijken is hij diegene met een bril, hij is sergeant van het 11e regiment van de cavalerie.
- O' Neill: van de twee zuidelijken is hij diegene met het oranje haar, hij is korporaal van het 11e regiment van de cavalerie.
- Leo: is de oude man wie zijn schat geeft aan de zuidelijken.